# Антипартийна група
Така наречената „Антипартийна група“ на Маленков, Каганович и Молотов е името, официално използвано в съветския печат за обозначаване на група от висши партийни лидери (Г. М. Маленков, Л. М. Каганович, В. М. Молотов, К. E. Ворошилов, Н. А. Булганин), които през юни 1957 г. се опитват безуспешно да отстранят Н. С. Хрушчов от поста Първи секретар на ЦК на КПСС. Това име на групата идва от епитета, който Никита Хрушчов използва за неподдържащото го мнозинство от членовете на Президиума на ЦК на КПСС, сред които са Георгий Маленков, Вячеслав Молотов и Лазар Каганович. Групата е подкрепена по-специално от кандидат-члена на Президиума на ЦК Дмитрий Шепилов, който изразява лични претенции срещу Хрушчов. Извършената от първия секретар либерализация и десталинизация, както и изобличаването на Сталин и неговите престъпления, са отхвърлени от по-твърдото крило на партията, което се опитва да смени първия секретар, за да сложи край на подобни програми. Те обвиняват Никита Хрушчов, че след отричането на сталинския култ към личността концентрира прекомерна лична власт в ръцете си, засилвайки ролята на партийния апарат в ущърб на ролята на държавните органи (включително Министерския на съвет на СССР), във факта, че Н. С. Хрушчов провежда необмислена политика (например той декларира необходимостта от настигане на Съединените щати по добив на мляко до 1958 г., производство на месо на глава от населението до 1960 г. и др.), наричат погрешна реформата на Хрушчов в управлението на икономиката, обявена на Февруарския пленум на ЦК на КПСС през 1957 г.: премахване на много министерства и изземване на функциите на останалите от новосформирани Държавни комитети към Министерския съвет по отрасли, както и от създадени териториални икономически съвети за управление на народното стопанство (совнархози). Скоро реформата се оказва неефективна.

## История
На 18 юни 1957 г. се провежда редовно заседание на Президиума на ЦК на КПСС. По това време висшето ръководство на СССР вече е на ръба на разцепление. Г. М. Маленков оценява ситуацията по следния начин: „Ако не ги премахнем сега, те ще отстранят нас.“. По настояване на мнозинството председател на събранието е Николай Булганин, а не Хрушчов. Г. Маленков, В. Молотов, Л. Каганович и други членове на президиума започват да предявяват множество претенции към Хрушчов. Със седем гласа (В. Молотов, Г. Маленков, К. Ворошилов, Л. Каганович, Н. Булганин, М. Первухин, М. Сабуров) срещу четири (самия Хрушчов, А. Кириченко, А. Микоян и М. Суслов, въпреки факта, че само Хрушчов ясно изразява гласа си против) е решено да се препоръча на Пленума на ЦК на КПСС да отстрани Хрушчов от поста Първи секретар на ЦК на КПСС и да преразгледа състава на Секретариата на ЦК. Присъствалите с право на съвещателен глас кандидати за членове на Президиума на ЦК – Леонид Брежнев, Георгий Жуков, Нуритдин Мухитдинов, Екатерина Фурцева и Николай Шверник поддържат Хрушчов. Д. Шепилов първо го подкрепя, след това се противопоставя, подкрепяйки групата и изразява лични претенции към Хрушчов.
Още преди края на срещата ръководителят на КГБ Иван Серов и Г. Жуков, в съгласие с Хрушчов, организират спешна доставка до Москва с военни самолети на членове на ЦК и кандидата за Президиума на ЦК Фрол Козлов, известен с лоялността си към Хрушчов. Тази новопристигнала група успява да се намеси в хода на заседанието (което почти е приключило) и отстранява от обсъждане въпроса за Първия секретар и състава на Секретариата на ЦК. Това заседание на Президиума на ЦК на КПСС продължава четири дни и веднага е последвано от Пленума на ЦК на КПСС.
Още на първото заседание на пленума на ЦК Михаил Суслов обяснява на присъстващите, че разцеплението в Президиума е причинено от разногласия относно хода на XX конгрес на КПСС към десталинизация, а оттам и въпроса за личността на Хрушчов и неговите грешки са оставени настрана. Тогава Г. Жуков прочита документите, от които следва, че Молотов, Каганович и Маленков са „основните виновници за арестите и екзекуциите на партийни и съветски кадри“.
Лазар Каганович отговаря, че „трябва да говорим за всички членове на Политбюро“ и директно запитва Хрушчов: „А Вие нима не сте подписвали документи за разстрел в Украйна?“ Последният избягва директен отговор, т.к. е било глупаво да се отрича и Г. Жуков обявява необходимостта да се проведе задълбочено разследване и да се накажат всички виновни за организирането на масовите репресии. Този въпрос обаче е засекретен от пленума на ЦК и редовите членове на партията не са знаели за това до перестройката, когато в пресата започва да се появява по-подробна информация за тези събития. В последния ден на пленума, на 29.6.1957 г., Жуков е избран за член на Президиума на ЦК на КПСС.
Според Михаил Смиртюков подкрепата на Жуков за Хрушчов е била решаваща за провала на „антипартийната група“:
| „ | Шансовете за успех на „антипартийната група“ не бяха толкова малки. Ако маршал Жуков неочаквано не подкрепи Хрушчов, не се знае как щеше да свърши. | “ |

Членовете на групата са стари съратници на Й. Сталин и влиянието им започва забележимо да намалява след доклада на Н. Хрушчов в края на XX конгрес на КПСС.
Д. Шепилов не е участвал в сталинските репресии и не принадлежи към групата на партийните лидери, които се противопоставят на Н. Хрушчов, който го е смятал за свой сподвижник, но иска да го накаже демонстративно за „предателство“. В доклада „За изменения в устава на КПСС“ на XXII конгрес на КПСС Хрушчов отбелязва:
| „ | Фракционна антипартийна група, включваща Молотов, Каганович, Маленков, Ворошилов, Булганин, Первухин, Сабуров и Шепилов, който се присъедини към тях, се опита да окаже ожесточена съпротива на прилагането на ленинския курс, очертан от ХХ-ия партиен конгрес. | “ |

А. В. Пижиков отбелязва, че резолюцията на 22-рия конгрес на КПСС казва почти четири пъти повече за антипартийната група, отколкото за критикувания култ към личността на Сталин; в докладите на Н. Хрушчов и в изказванията на делегатите най-много нападки са отправени срещу В. Молотов (два пъти по-малко срещу Сталин, който е критикуван във връзка с култа към личността). След като Хрушчов е отстранил най-опасния си съперник за властта Лаврентий Берия след смъртта на Сталин с помощта на властните членове на Президиума на ЦК на КПСС Маленков, Булганин и др., той критикува и обвинява и самите тях, за да представи повод за свалянето им от влиятелните високи постове в партията и държавата.

## Обвинения срещу членове на „антипартийната група“
В Постановлението на Пленума на ЦК на КПСС „За антипартийната група на Г. М. Маленков, Л. М. Каганович, В. М. Молотов (22 – 29 юни 1957 г.)“ са повдигнати следните обвинения срещу членовете на групата:
- противопоставили се на партийната линия, чрез фракционни методи се стремили да променят състава на партийните ръководни органи;
- били против разширяването на правата на съюзните републики и засилването на ролята на местните съвети;
- опитали се да нарушат реорганизацията на индустриалното управление и създаването на икономически съвети;
- не признавали необходимостта от увеличаване на материалния интерес на колхозното селячество;
- борили се срещу призива на партията да настигне през следващите години Съединените щати в производството на мляко, масло и месо на глава от населението;
- съпротивлявали се на мерките за премахване на последствията от култа към личността;
- Молотов се противопоставял на работата за разораване на необработвани земи;
- Молотов, като министър на външните работи, действал против подобряването на отношенията с Югославия, възпрепятствал сключването на държавен договор с Австрия, бил против нормализирането на отношенията с Япония; противопоставял се на положенията за възможността за предотвратяване на войни в съвременните условия, за възможността за различни начини за преход към социализъм в различни страни, за необходимостта от засилване на контактите на КПСС с прогресивни партии на чужди страни; отрекъл целесъобразността от установяване на лични контакти между лидерите на СССР и държавници на други страни.

## Местна реакция
На местно ниво са реагирали по различни начини: имало е случаи, когато партийните организации са отказали да одобрят Постановлението „За антипартийната група“. Например, Регионалният партиен комитет на Камчатка информира ЦК за прекъсването на работническо събрание в завода за рибни консерви № 46 на Кихчинския рибопреработвателен завод в района на Усть-Болшерецк: 81 души гласуват за предложението за подкрепа на „антипартийната група“ и само 31 души гласуват за одобрение на Постановлението на ЦК (след това директорът на завода е отстранен от длъжност, а нов митинг одобрява Постановлението на ЦК).

## Последици
В резултат на проведения през юни 1957 г. Пленум на ЦК на КПСС членовете на групата са изведени от ЦК на КПСС.
Маленков, Молотов, Каганович и Шепилов – единствените четири имена, оповестени публично – са очернени в пресата и свалени от постовете си в партиите и правителството. Дадени са им относително маловажни позиции:
- Молотов е изпратен като посланик в Монголия;
- Маленков става директор на водноелектрическа централа в Казахстан;
- Каганович става директор на малък завод за поташ в Урал;
- Шепилов става ръководител на Икономическия институт на местната академия на науките на Киргизстан.

През 1961 и 1962 г. г., в резултат на по-нататъшната десталинизация, членовете на групата са изключени изцяло от комунистическата партия и оттогава всички живеят предимно тих живот. На Шепилов е разрешено да се присъедини отново към партията от наследника на Хрушчов Леонид Брежнев през 1976 г., но остава встрани от политиката.

### Други участници в групата
Също така включените в групата против Хрушчов членове на Президиума на ЦК К. Е. Ворошилов, Н. А. Булганин, М. Г. Первухин и М. З. Сабуров, след като са се покаяли директно на пленума и одобряват Хрушчов, първоначално получават по-леки наказания:
- Николай Булганин – до март 1958 г. остава председател на Министерския съвет на СССР, когато е принуден да се оттегли, а Н. С. Хрушчов заема и неговия пост, въпреки че това се счита за акт на култ към личността, против който Хрушчов официално е против. През 1958 г. Булганин първо е председател на УС на Държавната банка на СССР, след това е лишен от маршалското си звание и преместен за председател на Съвета по народното стопанство на Ставропол,
- Климент Ворошилов – до юли 1960 г. остава председател на Президиума на въоръжените сили на СССР и член на Президиума на ЦК, след това член на Президиума на Върховния съвет на СССР,
- Михаил Первухин – прехвърлен от член на кандидат-член на Президиума на ЦК (но той всъщност престава да участва в неговите заседания), първо прехвърлен на поста председател на Държавния комитет на Министерския съвет на СССР за външноикономически връзки, а от 1958 г. – посланик в ГДР,
- Максим Сабуров – понижен до редови член на ЦК, първо прехвърлен на поста заместник-председател на Държавния комитет на Министерския съвет на СССР за външноикономически връзки, а от 1958 г. – директор на Сизранския завод за тежко машиностроене.

Н. С. Хрушчов става все по-недоверчив. След като отстранява всичките си политически опоненти в Политбюро с решаващата помощ на маршал Г. К. Жуков, който възвръща огромния си авторитет и влияние от времето на Втората световна война, още на 26 октомври 1957 г. Хрушчов го сваля от длъжността министър на отбраната и всички постове в армията, като изтъква политически различия с него и го обявява за бонапартист и поддръжник на култа към личността. На 29.10.1957 г. Жуков е изведен от състава на Президиума на ЦК на КПСС, в който е избран само преди 4 месеца, до края на годината е изключен от ЦК на КПСС, а на 4 март 1958 г. е уволнен от Въоръжените сили. От XXII конгрес на КПСС Хрушчов нарича и Жуков „член на антипартийната група“, за което е бил отстранен от висшите партийни и държавни постове.